# Château-l’Abbaye
Château-l’Abbaye ist eine französische Gemeinde mit 886 Einwohnern (Stand: 1. Januar 2022) in der Region Hauts-de-France im Département Nord. Sie gehört zum Arrondissement Valenciennes und zum Kanton Saint-Amand-les-Eaux. Die Einwohner werden Castellabiens genannt.

## Geografie
Château-l’Abbaye befindet sich in Französisch-Flandern nahe der belgischen Grenze an den kanalisierten Flüssen Schelde und Scarpe, zwölf Kilometer nordnordwestlich von Valenciennes und 28 Kilometer südöstlich von Lille. Im Westen durchquert die Grande Traitoire das Gemeindegebiet und mündet in die Scarpe.
Château-l’Abbaye gehört zum Regionalen Naturpark Scarpe-Schelde (frz.: Parc naturel régional Scarpe-Escaut) und wird umgeben von den Nachbargemeinden Flines-lès-Mortagne im Norden und Osten, Bruille-Saint-Amand im Südosten, Nivelle im Süden, Thun-Saint-Amand im Westen sowie Mortagne-du-Nord im Nordwesten.

## Bevölkerungsentwicklung
| Jahr                       | 1962 | 1968 | 1975 | 1982 | 1990 | 1999 | 2006 | 2012 | 2020 |
| Einwohner                  | 593  | 610  | 630  | 590  | 714  | 759  | 840  | 878  | 859  |
| Quellen: Cassini und INSEE |      |      |      |      |      |      |      |      |      |

## Sehenswürdigkeiten

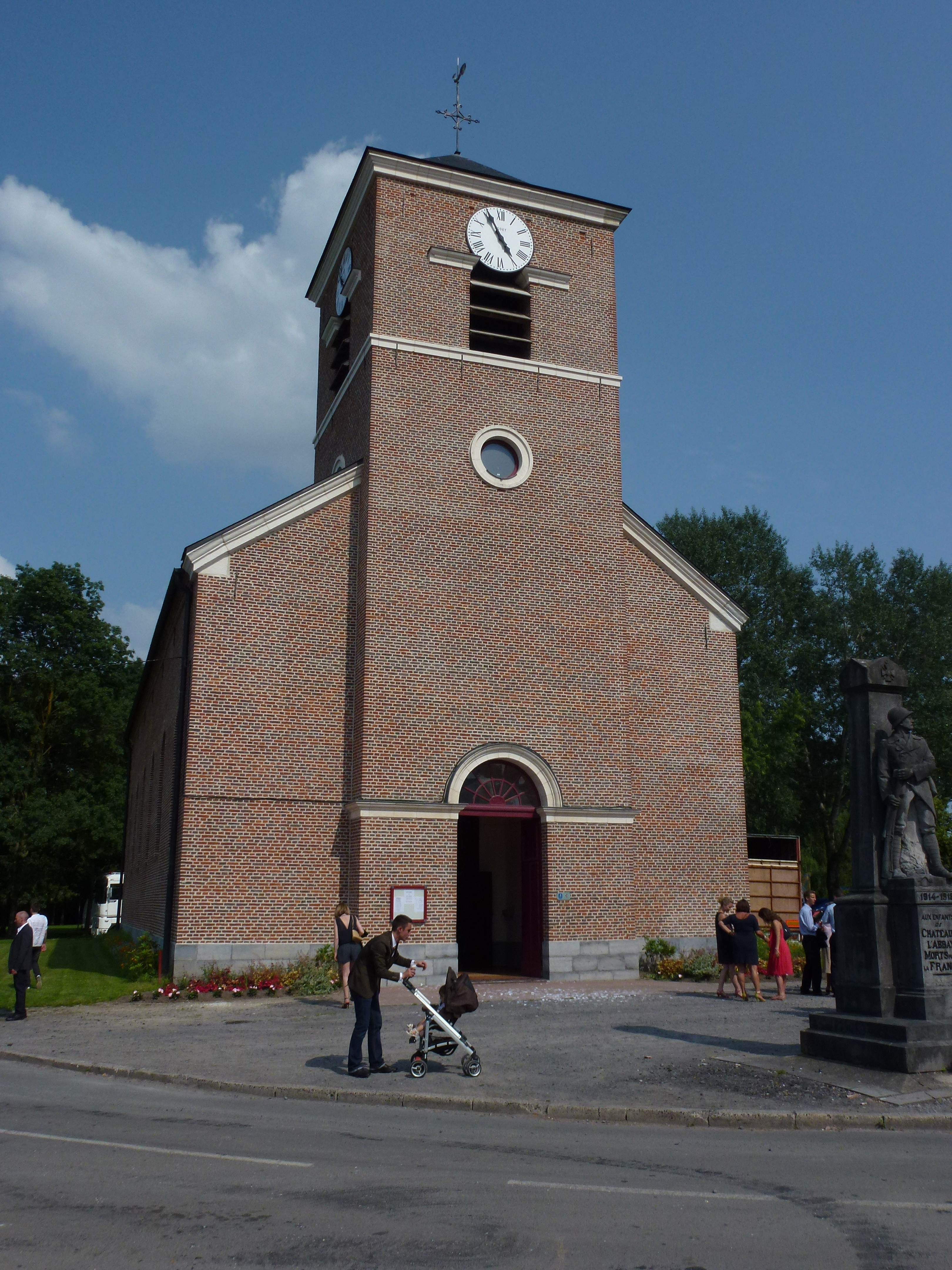
Kirche Saint-Nicaise

- Kirche Saint-Nicaise